# 圣索菲亚教堂 (哈尔滨)

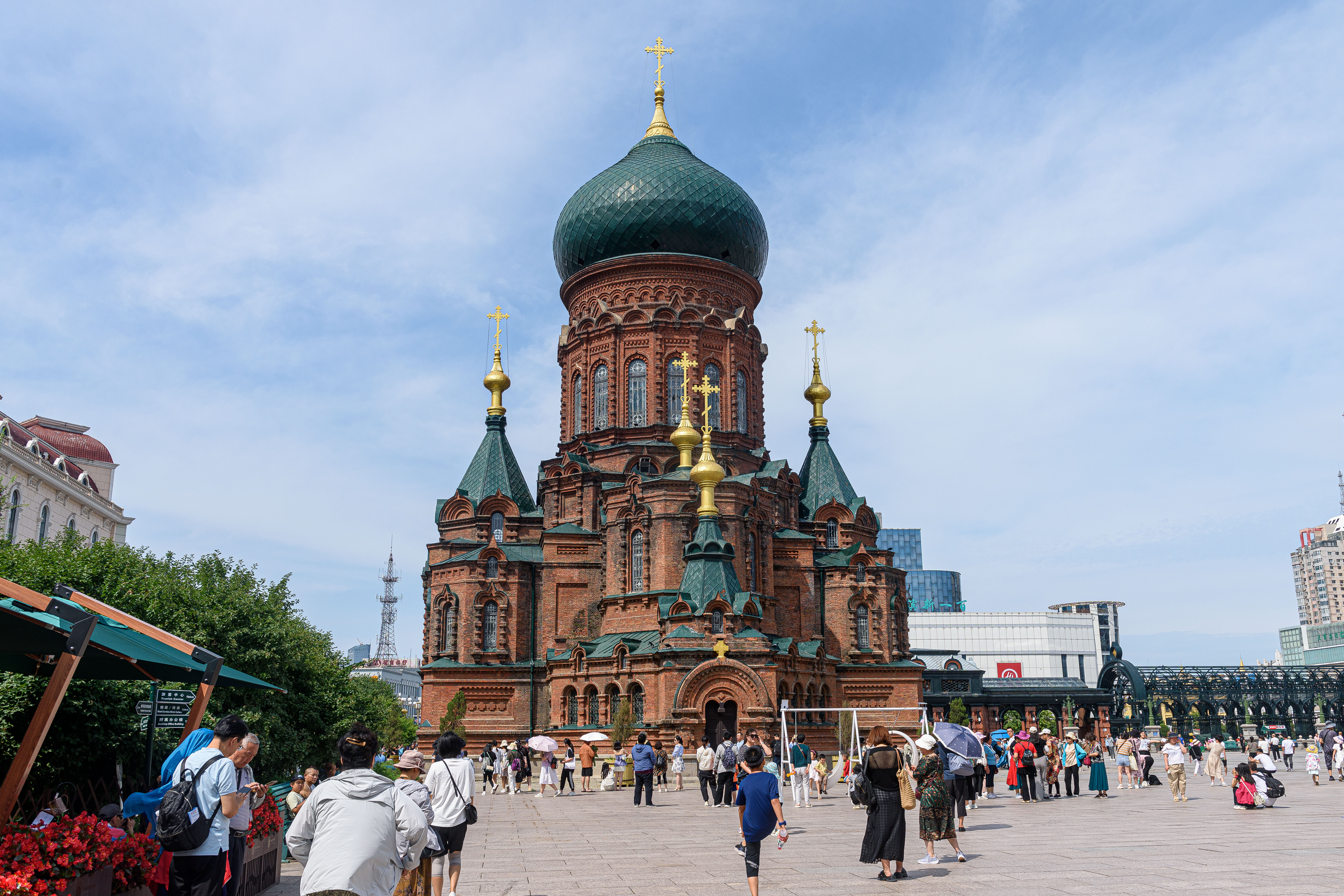
教堂东立面

圣索菲亚教堂（俄語：Софийский собор）位于中国黑龙江省哈尔滨市道里区，近中央大街，是远东地区最大的东正教教堂。教堂现已辟为哈尔滨建筑艺术馆，不再行使宗教功能。“圣索菲亚”词源为“神圣的智慧”。

## 历史
圣索菲亚教堂于1907年3月17日奠基修建，最初是俄罗斯帝国东西伯利亚第四步兵师修建的随军教堂；同年，俄国犹太裔茶叶商人伊·费·奇斯佳科夫出资，在原基础上修建全木结构教堂，于8月2日竣工。
1912年11月4日，教堂重建竣工，在原木墙外部包砌砖墙、形成砖木结构式教堂；海参崴和堪察加教区大主教叶夫谢维·尼科利斯基与圣尼古拉教堂的神父佩卡尔斯基等为之祝圣。
1923年9月27日，教堂再次重建。在哈的俄国建筑师米哈伊尔·马·奥斯科尔科夫（Михаил Матвеевич Осколков）设计了教堂，外形仿造瓦西里·科夏科夫的圣彼得堡主显教堂。
历时9年时间，最终于1932年11月25日建成。
1934年8月29日，圣索菲亚教堂成为培养神职人员的哈尔滨东正教会神学院。
1958年，教堂被关闭。“文化大革命”期间，教堂深受破坏，圣器、文物全部丢失，并先后被用作哈尔滨话剧院练功房和哈尔滨市第一百货商店仓库。且被四周居民楼遮蔽，长期不为人所知。
1986年，索菲亚教堂被列为哈尔滨市I类保护建筑。1996年，被列入第四批全国重点文物保护单位。1997年，拆除周边具有火灾隐患的相邻建筑1.4万平方米，辟建广场7000平方米，并将教堂改作哈尔滨市建筑艺术馆之用。2007年，索菲亚教堂景区获评国家4A级旅游景区。
2006年教堂广场再次进行了扩建改造，喷泉升级后冬季可以喷雪，广场的面积也扩大了许多。

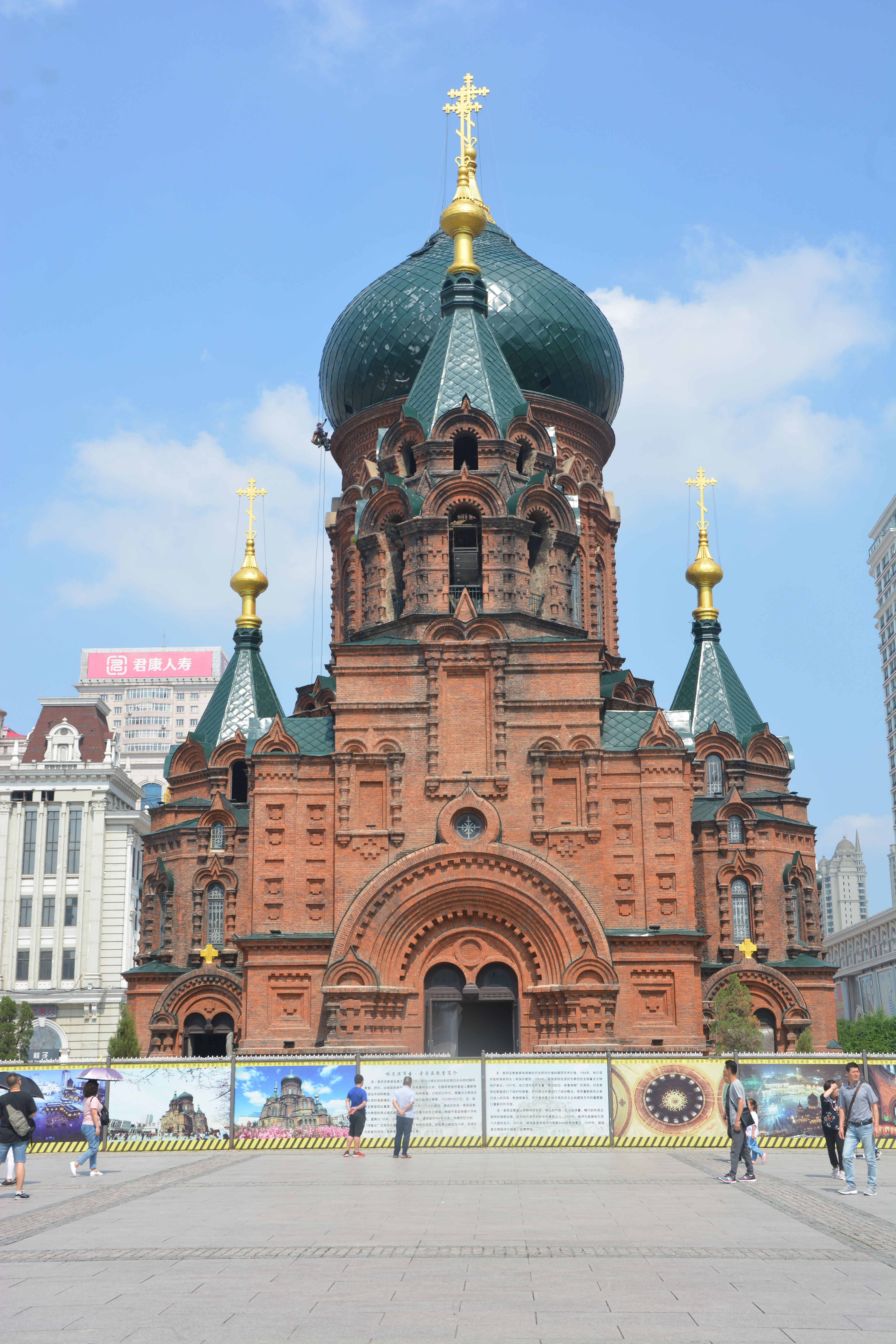
修繕中的教堂（攝於2019年7月）。

2018年7月3日起，教堂开始97年后的第一次修缮工作，工期一年。

## 建筑特点
圣索菲亚教堂为清水红砖砌成的砖石结构，屋顶为铁皮屋面刷绿色油漆。
平面呈拉丁十字形，南北对称，东端短、西端长；南北宽约28米，东西长约42米。西端设朝西的正门，东端设与正门相背的后门，南北两翼均有朝西开的耳门。拉丁十字的中轴线上为主礼拜厅，东端为主祭台；南北两翼各设一个小礼拜厅。二层设唱诗台。总面积721平方米，可容纳1500人从事宗教活动。
十字相交处形成四个砖垛，上置外径10米的圆形鼓座，戴以巨型穹顶，外部罩以“洋葱头”式窟窿顶罩，罩上有十字架，至十字架顶端通高53.35米。正门顶端则设“帐篷顶”式尖塔，用作钟楼。两翼和后门亦设“帐篷顶”尖塔。中央穹顶最高，钟塔略低，其余三座尖塔最低。
另有地下室，设库房和锅炉房等。
圣索菲亚教堂结合了拜占庭式建筑风格（平面呈十字架形；方形房间的墩柱上设穹顶；中央大穹顶和四面4个小穹顶）和俄罗斯民间木建筑风格（“洋葱头”和“帐篷顶”），是一座型制严整、风貌地道的俄罗斯式东正教堂。:97-99、239:80-82日本建筑史学家西泽泰彦认为，圣索菲亚教堂在规模之大、构思之完整方面，足可以与莫斯科圣瓦西里大教堂相比。

## 历任掌院神父
圣索菲亚教堂历史上先后共有9位掌院神父：
| 掌院神父            | 时间      |
| ------------------- | --------- |
| 彼得·博格丹諾夫     | 1907—1910 |
| 瓦西里·帕申         | 1910-1912 |
| 阿法纳西·科佳科夫   | 1912-1919 |
| 阿纳托利·米哈伊洛夫 | 1919-1920 |
| 約翰·斯托羅熱夫     | 1920—1922 |
| 米哈伊尔·菲洛洛戈夫 | 1922—1944 |
| 安德烈·戈罗斯克维奇 | 1944—1954 |
| 尼古拉·穆欣         | 1954—1955 |
| 法杰伊·西尼         | 1955—1956 |
| Аникита Ван         | 1956—1957 |

## 照片集

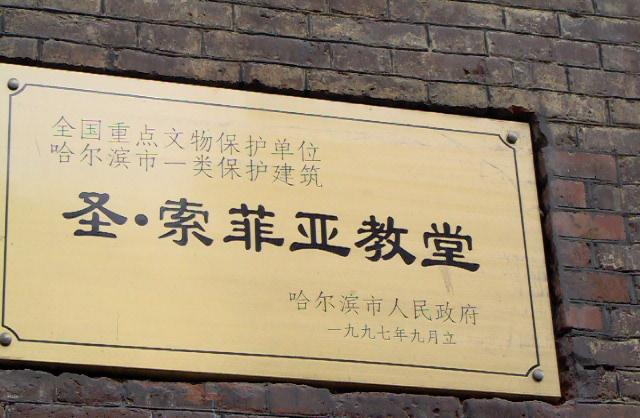
圣·索菲亚教堂的保护铭牌
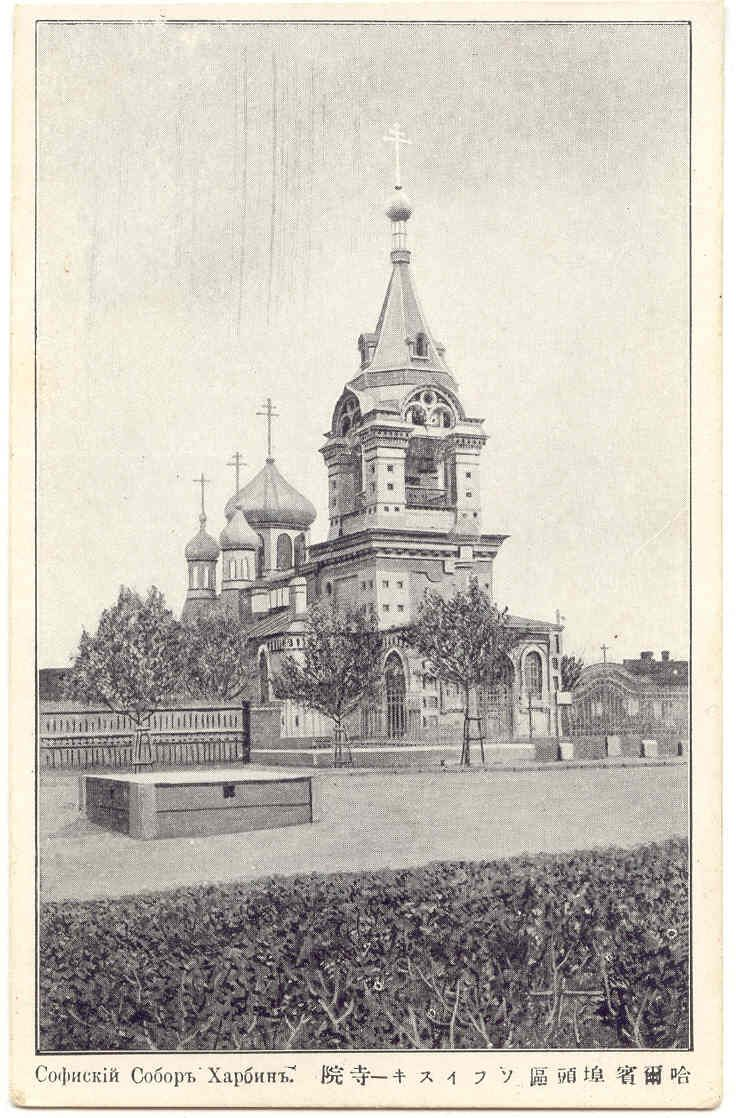
1910年代的聖索菲亚教堂
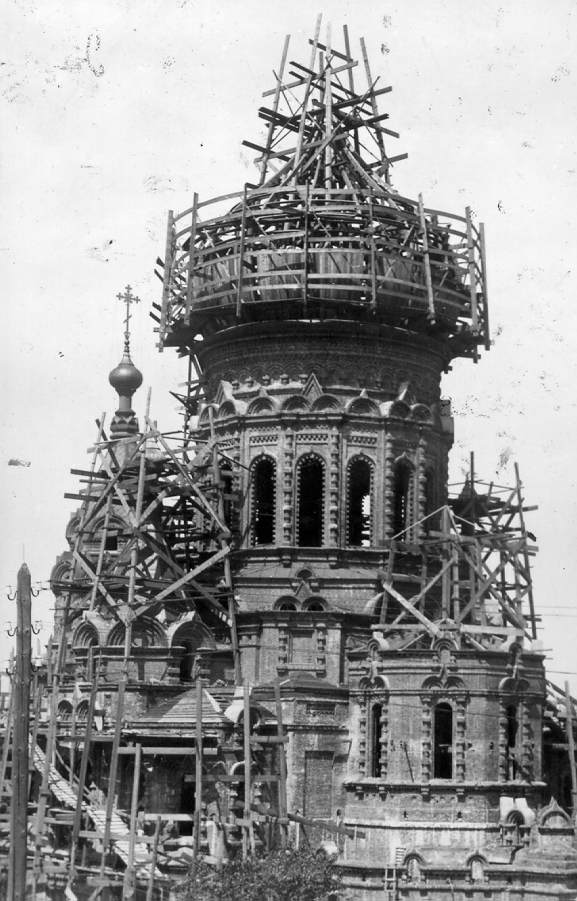
1928年建设中的教堂
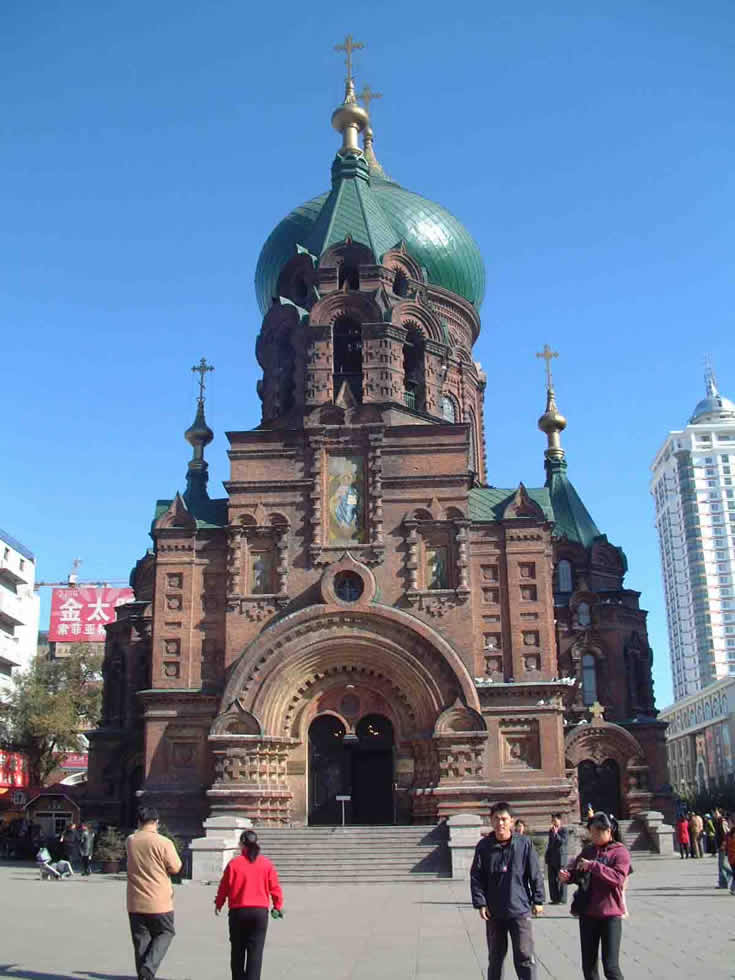
教堂正面
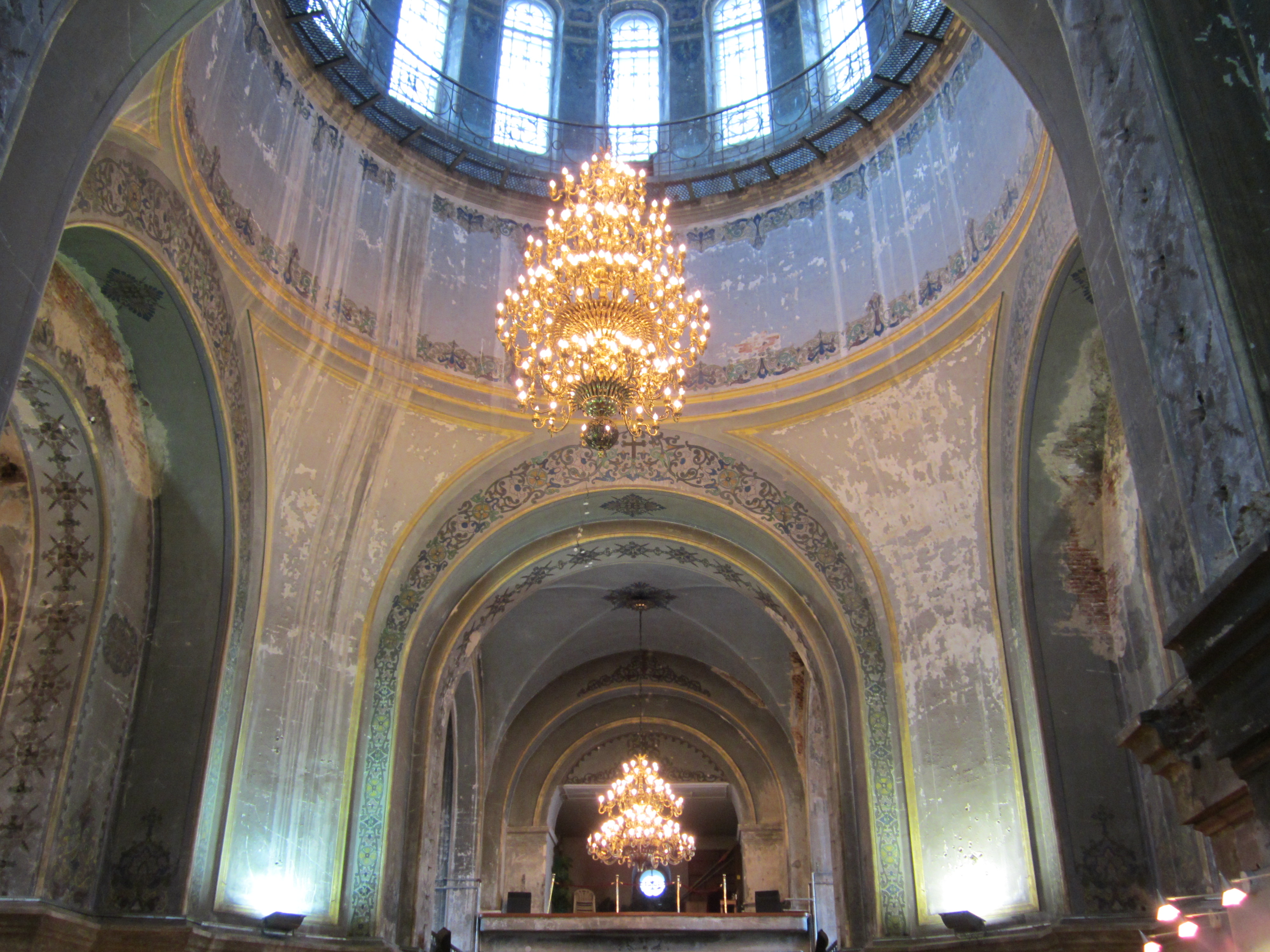
教堂内部主礼拜厅
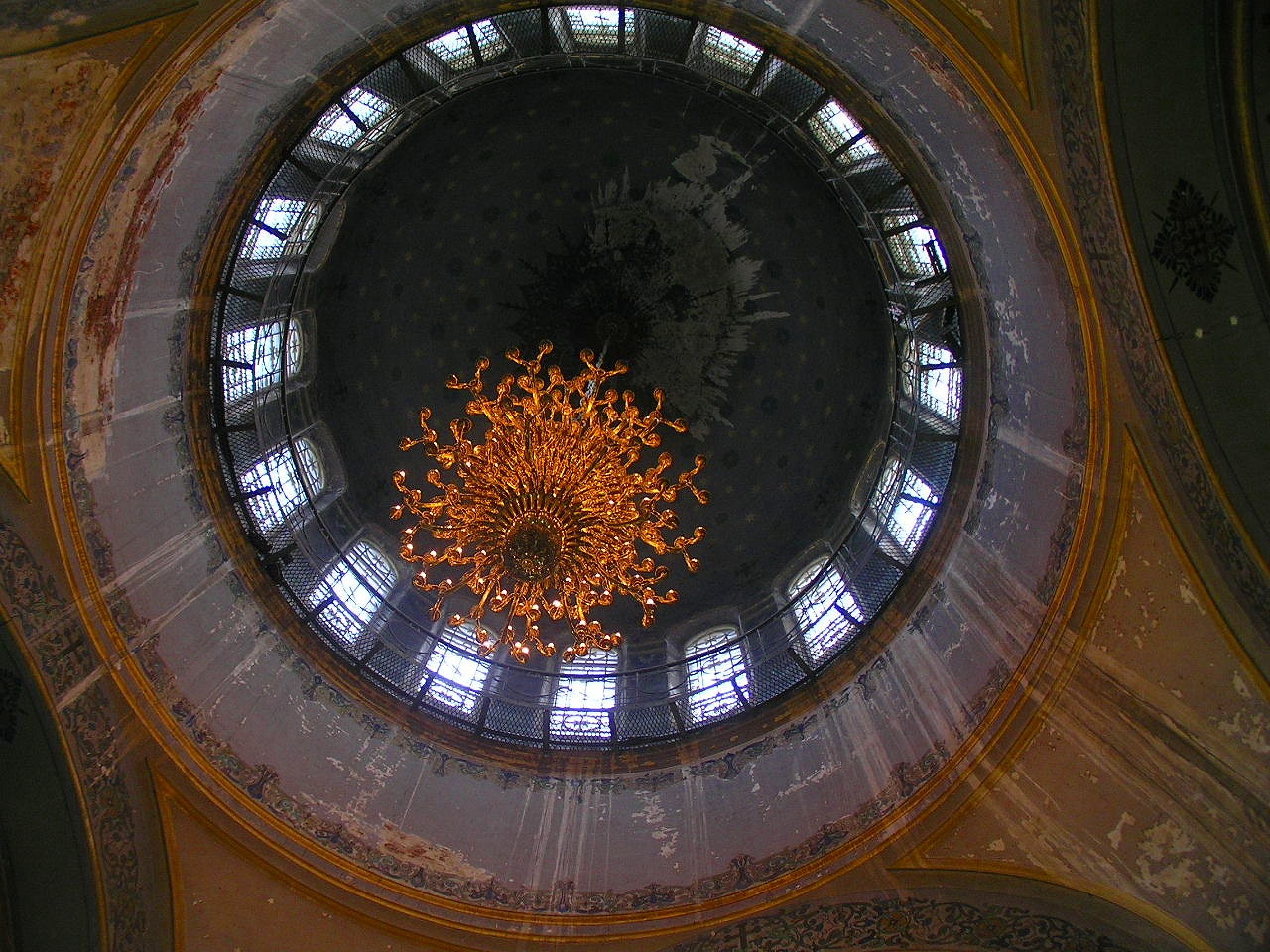
从教堂内部仰视穹顶
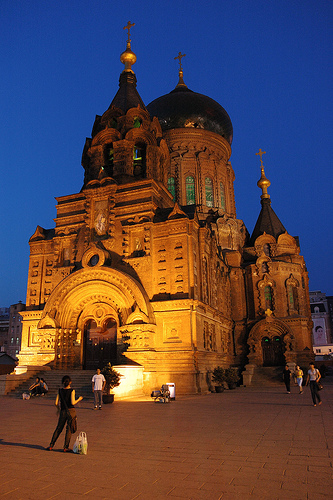
夜景
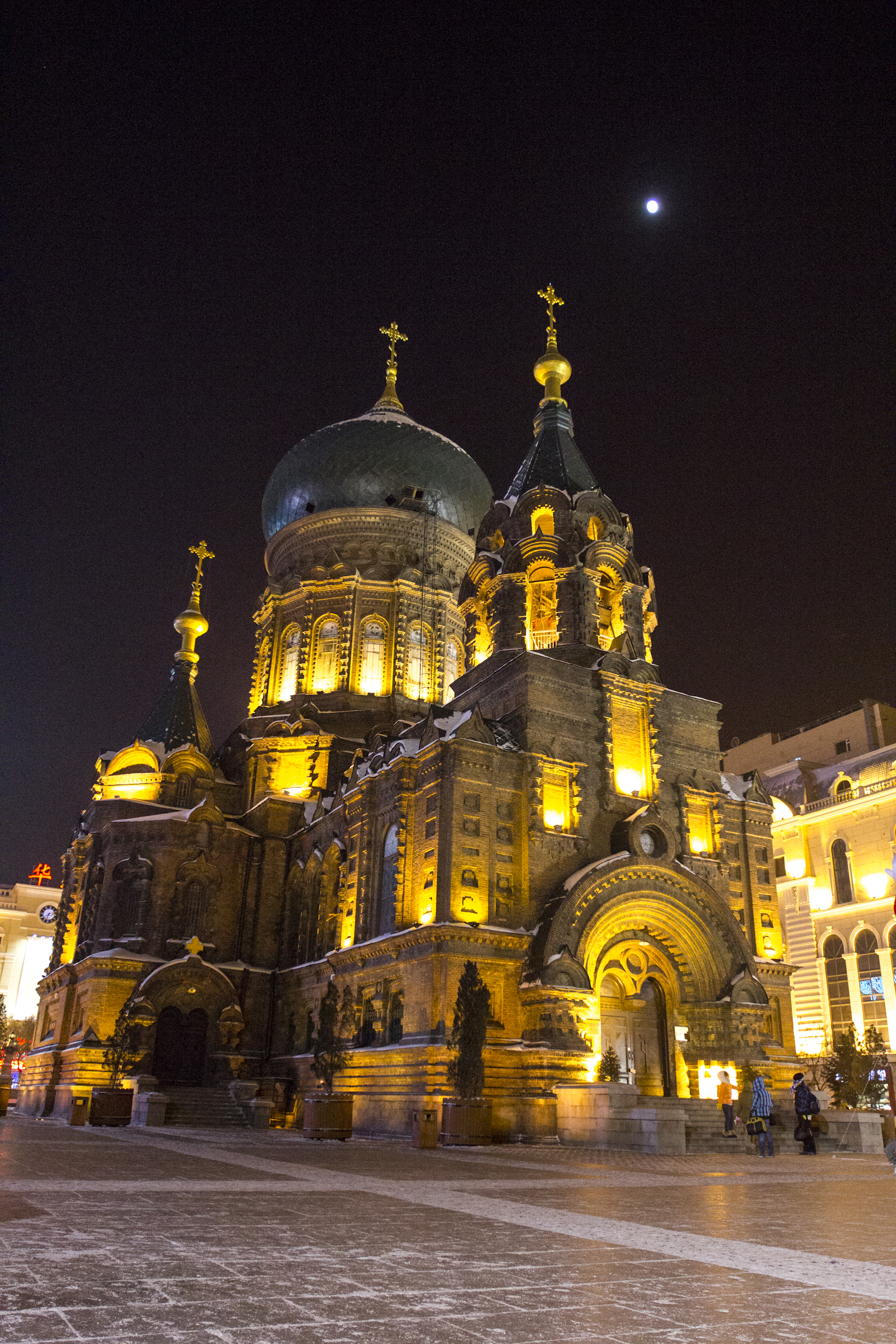
夜景
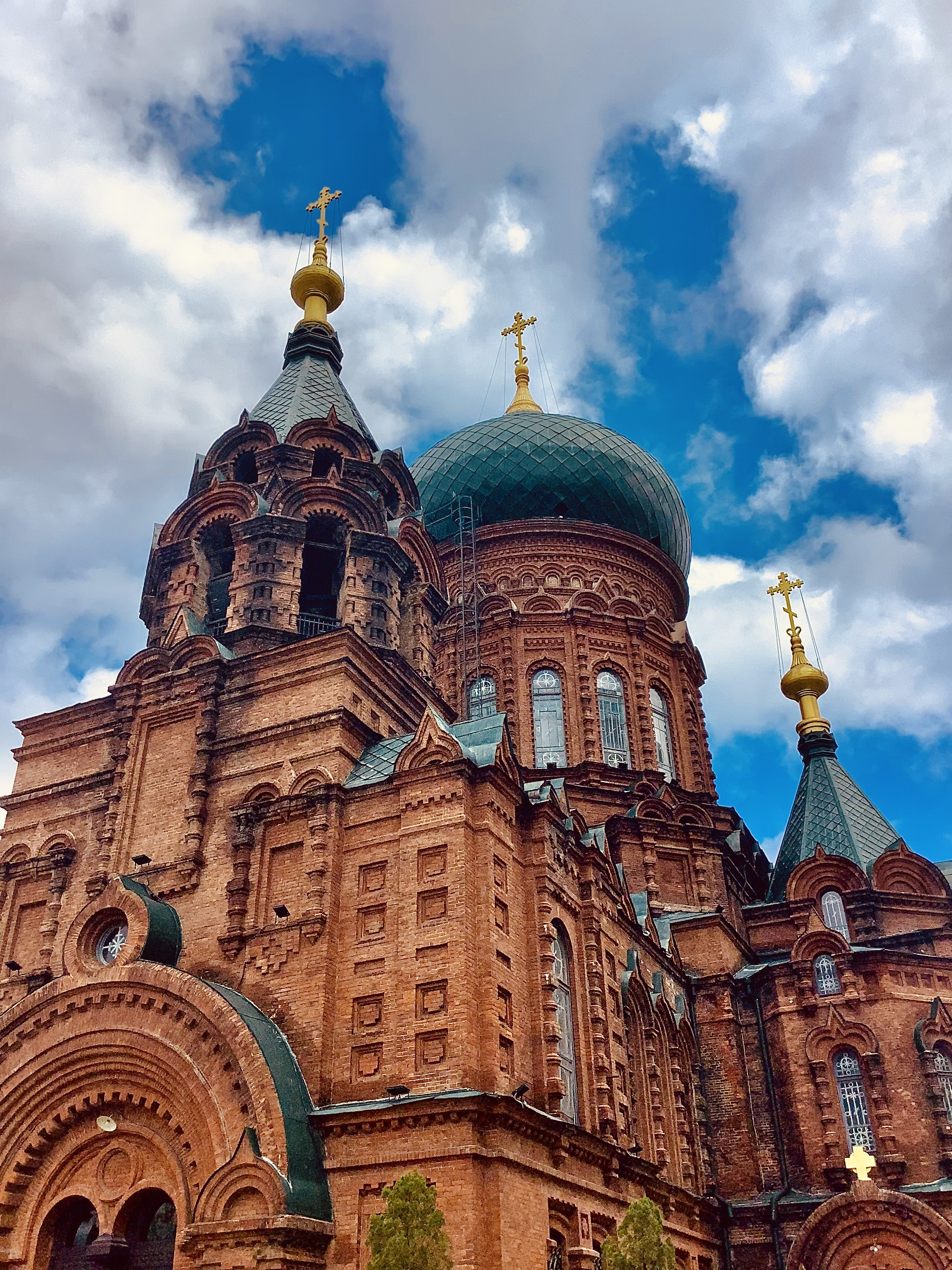
侧面仰视图